# Досо дел Лиро
До̀со дел Лѝро (на италиански: Dosso del Liro; на ломбардски: Dòss, Дос) е село и община в Северна Италия, провинция Комо, регион Ломбардия. Разположено е на 650 m надморска височина. Населението на общината е 259 души (към 2017 г.).